# 이지나 (1964년)
이지나(1964년 8월 18일 ~)는 대한민국의 공연 연출가다. 중앙대학교 연극학과 교수도 겸임하고 있다.

## 방송
- 더블캐스팅 (2020)

## 수상
- 2015 제9회 더 뮤지컬 어워즈 작곡작사상
- 2012 제1회 서울뮤지컬페스티벌 예그린어워드 스태프가 뽑은 스태프상
- 2011 제5회 더 뮤지컬 어워즈 연출상
- 2011 제5회 더 뮤지컬 어워즈 최우수창작뮤지컬상
- 2009 제15회 한국뮤지컬대상시상식 연출상